# منداب (سرده)
منداب (نام علمی: Eruca) نام یک سرده از تیره شب‌بویان است.